# فوولسم (لوئیزیانا)
فوولسم (به انگلیسی: Folsom) شهری در ایالت لوئیزیانا کشور ایالات متحده آمریکا است که جمعیت آن در سرشماری سال ۲۰۱۰ میلادی، ۷۱۶ نفر بوده‌است.